# Eulinognathus biuncatus
Eulinognathus biuncatus är en insektsart som beskrevs av Ferris 1932. Eulinognathus biuncatus ingår i släktet Eulinognathus och familjen ledlöss. Inga underarter finns listade i Catalogue of Life.